# Otter Browser
Otter Browser — це кросплатформовий веббраузер, який має на меті відтворити аспекти Opera 12.x за допомогою середовища Qt, зберігаючи бездоганну інтеграцію з середовищами робочого столу користувачів. Otter Browser ліцензовано відповідно до GPL-3.0 або новішої версії. Він працює в операційних системах на базі Linux, платформах FreeBSD, OpenBSD, macOS і Windows (інші в розробці).

## історія
Після рішення правління змінити фокус Opera Software на квартальний прибуток, співзасновник Йон Стефенсон фон Течнер покинув компанію. Тоді Opera оголосила, що перейде з механізму макета Presto, який вона розробила, на механізм візуалізації WebKit, який також використовується проєктом Google Chromium. Пізніше він знову пішов за Chrome, коли він змінився на механізм візуалізації Blink. Приблизно в той же час вебсайт спільноти Opera My Opera було закрито. Нова Opera викликала незадоволення багатьох користувачів.
У цей час Міхал Дуткевич почав створювати Otter Browser.
Перша ітерація браузера була випущена у 2014 році — альфа-версія у двійковій формі та вихідному коді. Примітним аспектом нового браузера є його модульна модель, яка дозволяє користувачам замінювати компоненти.